# Kelly Rowland
Kelendria Tren Rowland (nascuda l'11 de febrer de 1981 a Atlanta) és una cantant, compositora, productora discogràfica i actriu estatunidenca, guanyadora de cinc Premis Grammy. Rowland va saltar a la fama a finals de la dècada de 1990 com una de les membres fundadores de Destiny's Child Actualment, les seves vendes d'àlbums combinades amb les del grup superen els 100 milions.
Durant el descans temporal del grup, Rowland va col·laborar amb el raper Nelly en el single «Dilemma», número 1 en les llistes d'èxit mundials i va llançar el seu àlbum debut com a solista amb influències pop i rock titulat Simply Deep el 2002. Després de la definitiva dissolució de Destiny's Child l'any 2005, Rowland va publicar, després de diversos endarreriments, el seu segon àlbum d'estudi,Ms Kellyen 2007. Un èxit moderat en les llistes, que va donar lloc als singles «Like This» i «Work», i va ser rellançat a l'any següent. El 2009, es va anotar un altre número 1 amb la seva contribució al costat del DJ francès David Guetta en el senzill «When Love Takes Over», a més de Commander el 2010. El 2 de març de l'any 2011 llança un nou single titulat Motivation al costat del raper Lil Wayne que aconsegueix el número #1 en els Hot R&B/ Hip-Hop Songs, i també grava una cançó amb Alex Gaudino, el hit remix «What A Feeling», el seu nou disc Here I Am va ser llançat 26 de juliol del 2011.
L'any 2002, Kelly es va llançar a actuar participant com a convidada en sèries de comèdia com «The Hughleys» i «Girlfriends», i protagonitzant els papers principals en pel·lícules com «Freddy vs Jason» (2003) i «The Seat Filler» (2004). El 2009, es va convertir en presentadora del programa televisiu de la cadena Bravo titulat «The Fashion Show» al costat d'Isaac Mizrahi.
Kelly Rowland va llançar el single Lay It On Me el vídeo musical del qual es va estrenar el 12 d'octubre de 2011.

## Joventut
Kelendria Trene Rowland va néixer a Atlanta, Geòrgia. És filla de Doris Rowland-Garrison (6 de desembre de 1947 - 2 de desembre de 2014) i Christopher Lovett. Té un germà gran anomenat Orlando. l Quan Rowland tenia sis anys, la seva mare va deixar el seu pare, que era un alcohòlic abusiu i patia un trastorn d'estrès postraumàtic (TEPT) per servir a la guerra del Vietnam, i Rowland va anar amb ella. [[[9][10] Quan Rowland tenia set o vuit anys, la seva família es va traslladar a Houston, [[[11] on en algun moment es va mudar amb la companya de "Destiny's Child Beyoncé", referint-se a la mare de Beyoncé, Tina Knowles, com "Mama T". [[[12]
Al voltant de la dècada de 1990, Rowland es va unir a Beyoncé, Tamar Davis i LaTavia Roberson al grup de noies Girl's Tyme. [[[13] "Girl's Tyme" va competir al programa de talents televisat a nivell nacional Star Search, [[[14] però va perdre la competició davant Skeleton Crew.
```
[15][16][17] El pare de Beyoncé, Mathew Knowles, va reduir la formació de sextets a un quartet, afegint LeToya Luckett, i va començar a gestionar el grup. [[[18] El 1995, van signar amb Elektra Records, que els va deixar mesos després. [[[19] D'wayne Wiggins va començar a treballar amb el grup, i van signar breument amb el seu segell. El grup va passar per diversos canvis de nom, inclosos els Dolls, Something Fresh, Cliché i Destiny abans de decidir-se per un sobrenom final. [[[20] Sota el nom de Destiny's Child, el grup va ser recollit per Columbia Records. Van continuar actuant com a telonera per a altres grups de R&B establerts de l'època, com SWV, Dru Hill i Immature. [[[21]
```

## Carrera
1997–2001Destiny's Child
Tret d'un passatge del Llibre d'Isaïes, [[[22] el grup va canviar el seu nom a Destiny's Child, després de signar amb Columbia Records el 1997. [[[23] Aquell mateix any, Destiny's Child va gravar la seva cançó de debut en el segell principal "Killing Time", per a la banda sonora de la pel·lícula de 1997 Men in Black (Homes de Negre). [[[24] Més tard aquell any, el grup va llançar el seu senzill debut, "No, No, No", i l'any següent, van llançar el seu àlbum debut homònim. [[[16] L'àlbum va establir el grup com un acte viable a la indústria musical, acumulant vendes moderades i guanyant al grup tres premis Soul Train Lady of Soul. El grup va saltar a la fama després de llançar el seu segon àlbum multiplatí The Writing's on the Wall el 1999. [[[25] L'àlbum va incloure algunes de les cançons més conegudes del grup, com ara "Bills, Bills, Bills, "Jumpin' Jumpin" i "Say My Name", que es va convertir en la seva cançó amb més èxit en aquell moment, i es mantindria com una. de les seves cançons d'autor. "Say My Name" va guanyar la millor interpretació de R&B per un duo o grup amb veu i la millor cançó de R&B a la 43a edició dels premis Grammy. [[[26] The Writing's on the Wall va vendre més de 15 milions de còpies a tot el món, [[[16] convertint-se essencialment en el seu àlbum innovador. [[[27][28]

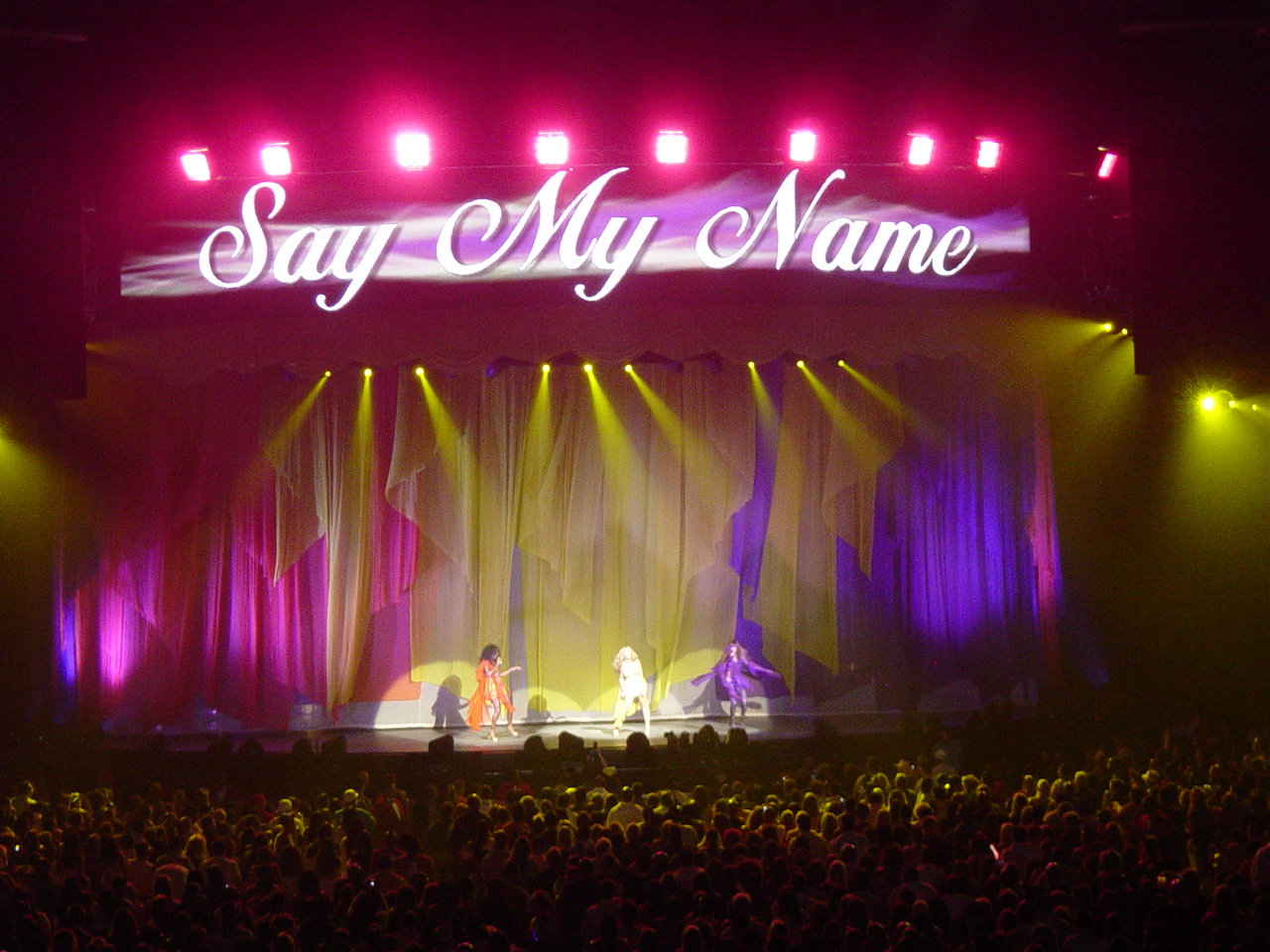
Destiny's Child interpretant "Say My Name" Anjana

Juntament amb els seus èxits comercials, el grup es va enredar en una agitació molt publicitada que va implicar la presentació d'una demanda per part de Luckett i Roberson per incompliment de contracte. El problema es va augmentar després que Michelle Williams i Farrah Franklin apareguessin al vídeo de "Say My Name", la qual cosa implicava que Luckett i Roberson ja havien estat substituïts. Els fans aviat van saber que Luckett i Roberson van ser acomiadats del grup. Franklin finalment deixaria el grup després de cinc mesos, [[[16] com ho demostren les seves absències durant les aparicions promocionals i els concerts. Va atribuir la seva sortida a vibracions negatives del grup. Després d'establir la seva formació final, el trio va publicar "Independent Women Part I", que va aparèixer a la banda sonora de la pel·lícula de 2000. Els àngels de Charlie Es va convertir en el seu millor senzill, encapçalant el Billboard Hot 100 durant onze setmanes consecutives. [[[27] L'èxit va consolidar la nova formació i els va disparar a la fama. [[[18] Aquell mateix any, Luckett i Roberson van retirar el seu cas contra els seus ara antics companys de banda, alhora que van mantenir la demanda contra Mathew, que va acabar amb ambdues parts que van acordar aturar el menyspreu públic.
Més tard aquell any, mentre Destiny's Child estava completant el seu tercer àlbum Survivor, Rowland va aparèixer en el remix del senzill d'Avant "Separated". Survivor, que va canalitzar l'agitació que va patir la banda, va generar el seu single principal del mateix nom, que va ser una resposta a l'experiència. [[[29] La cançó va guanyar un premi Grammy a la millor interpretació de R&B per un duo o grup amb veus.
```
[[[[30] Els temes de "
Survivor
", però, van fer que Luckett i Roberson tornessin a presentar la seva demanda; els procediments es van resoldre finalment el juny de 2002. [[[28] Mentrestant, l'àlbum va ser llançat al maig de 2001, debutant al número u del Billboard 200 dels EUA amb vendes a la primera setmana de 663.000 còpies venudes. [[[31] Fins ara, 
Survivor
 ha venut més de dotze milions de còpies a tot el món, més del quaranta per cent de les quals es van vendre només als EUA. [[[32] L'àlbum també va generar l'èxit número u "
Bootylicious
" en el qual Rowland va cantar la veu principal. Abans de llançar el seu àlbum de remixes 
This Is the Remix
 el 2002, el grup va anunciar la seva ruptura temporal per seguir projectes en solitari. [[[33]
```

## 2002–2006: "Dilemma", Simplement profund i el destí complert
El 2002, Rowland va aparèixer al senzill "Dilemma" de Nelly, que va guanyar a la parella un premi Grammy a la millor col·laboració rap/cantada. [[[34] La cançó es va convertir en un dels senzills més reeixits de l'any, arribant al capdavant de moltes llistes mundials, inclosos els Estats Units, on es va convertir en el primer senzill número u de Rowland com a artista solista, venent a tot el món més de 7,6 milions de còpies. [[[35][35][35] 36][37] Caroline Sullivan de The Guardian va escriure que a causa de l'èxit de la cançó, "Rowland ja no és un simple corista de Beyoncé". [[[38] El 2021, The Forty-Five va votar "Dilemma" la millor cançó sobre l'engany mai escrita.[[[39][39]
El primer àlbum en solitari de Rowland, Simply Deep, va ser llançat el 22 d'octubre de 2002 als Estats Units. Amb les contribucions a la producció de Mark J. Feist, Big Bert, Rich Harrison i els cantants Brandy i Solange Knowles com a cors de fons, l'àlbum va portar el treball en solitari de Rowland encara més a una barreja de música alternativa, que Rowland va descriure com una "estranya fusió, una mica de Sade i una mica de rock." [[[[40][41][11] Simply Deep va debutar al número 12 del Billboard 200 i al número tres de la llista d'àlbums R&B/Hip-Hop, amb vendes la primera setmana. de 77.000 còpies venudes. [[[[42] Finalment va ser certificat or per la "Recording Industry Association of America" (RIAA). [[[43] A partir del 2013, Simply Deep es manté com l'àlbum més venut de Rowland als EUA, amb 602.000 còpies venudes.
```
[[[42] Llançat amb un èxit encara més gran als territoris internacionals, 
Simply Deep
 va encapçalar la llista d'àlbums del Regne Unit i es va convertir en un venda d'or a Austràlia, [[[[44], Canadà [[[45] i Nova Zelanda, [[[46], donant lloc a un total de vendes mundials de 2,5 milions de còpies. [[.[47] 
Simply Deep
 va donar el single del top ten internacional "Stole" i el single del top 5 del Regne Unit "Can't Nobody". Rowland va passar a actuar l'any 2002, interpretant el paper recurrent de Carly a la quarta temporada de la comedia de situació d'UPN The Hughleys.[48] Va continuar la seva carrera d'actriu l'any següent, amb papers com a convidada a la comèdia d'UPN Eve com a Cleo, i a la sèrie dramàtica de la NBC American Dreams com a Martha Reeves.[49] L'agost de 2003, Rowland va fer el seu debut a la gran pantalla interpretant el paper secundari de Kia Waterson al costat de Robert Englund i Monica Keena a la pel·lícula slasher, 
Freddy vs. Jason
, que va recaptar 114,5 milions de dòlars a la taquilla de tot el món. [[[50][51]
```

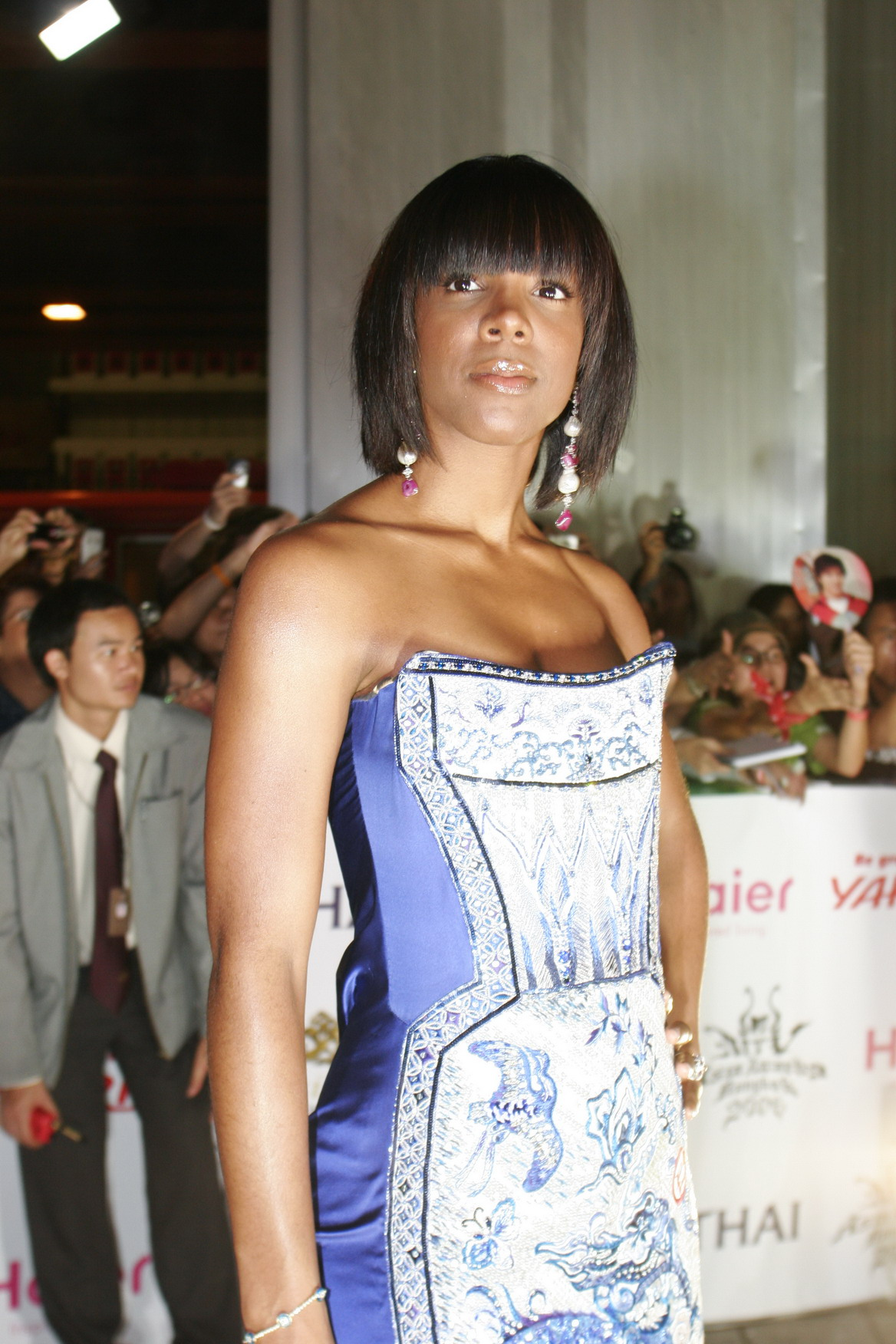
Kelly Rowland al MAA

El juliol de 2005, Rowland va protagonitzar al costat de Duane Martin i Shemar Moore la comèdia romàntica The Seat Filler, que va recaptar 17,9 milions de dòlars a tot el món. [[[52] Ella va interpretar a Jhnelle, una estrella del pop que s'enamora d'un omplidor de seients de premis a qui confon amb un advocat d'entreteniment d'alt perfil. [[[53] Després d'una pausa de tres anys que va implicar concentració en projectes individuals en solitari, Rowland es va reunir amb Beyoncé i Michelle Williams per a l'últim àlbum d'estudi de Destiny's Child, Destiny Fulfilled, publicat el 15 de novembre de 2004. [[[54] L'àlbum va aconseguir el número dos del Billboard 200 i va generar els cinc millors senzills "Lose My Breath" i "Soldier", que inclou T.I. i Lil Wayne. [[[55] L'any següent, Destiny's Child es va embarcar en una gira de concerts per tot el món, Destiny Fulfilled...And Lovin' It. Durant l'última parada de la gira europea a Barcelona, Espanya, l'11 de juny, Rowland va anunciar que es dissoldrien després de la etapa nord-americana de la gira. [[[56] Destiny's Child va llançar el seu primer àlbum recopilatori Number 1's el 25 d'octubre als Estats Units, que va assolir el número u al Billboard 200. El 28 de març de 2006, Destiny's Child va acceptar una estrella al Passeig de la Fama de Hollywood. [[[57]
Després de l'huracà Katrina l'any 2005, Rowland i Beyoncé van fundar la "Survivor Foundation", una entitat benèfica creada per proporcionar habitatges de transició a les víctimes i els evacuats de la tempesta a la zona de Houston, Texas. La Survivor Foundation va ampliar la missió filantròpica del "Knowles-Rowland Center for Youth", una instal·lació de divulgació comunitària polivalent al centre de Houston. [[[58] Rowland i Beyoncé van prestar la seva veu a una col·laboració amb Kitten Sera, titulada "All That I'm Lookin for". La cançó va aparèixer a l'àlbum de The Katrina CD, els beneficis del qual van ser a l'organització "Recording Artists for Hope". [[[59] Rowland va tornar a la televisió el 2006, interpretant a Tammy Hamilton, a la sisena temporada de la comèdia d'UPN Girlfriends. Rowland inicialment esperava que el seu període de tres episodis s'ampliés a un paper recurrent més gran, però a mesura que el programa es va traslladar a "The CW Television Network" l'any següent, els plans per a un retorn finalment no van anar enlloc. [[[60]

## 2007–2009: Ms. Kelly i "When Love Takes Over"

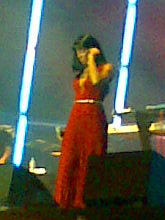
Kelly Rowland el 2008 a Varsòvia

El juny de 2007, Kelly Rowland es va embarcar en la gira Ms. Kelly per promocionar el seu segon àlbum en solitari, Ms. Kelly. La gira de cinc dates va visitar Europa, Amèrica del Nord, Àfrica i Àsia. La senyora Kelly va ser alliberada el 3 de juliol de 2007 als Estats Units. Originalment titulada My Story, la primera versió de l'àlbum estava programada per al llançament al juny de 2006, però Rowland, la seva direcció i Columbia Records van decidir arxivar l'àlbum a l'últim moment per tornar a treballar una versió amb un ambient diferent com el cantant considerava el La llista final de cançons és "massa plena de midtemps i balades." [[[60][61] Rowland finalment va consultar a productors addicionals per col·laborar en l'àlbum, com Billy Mann, Mysto & Pizzi, Sean Garrett, Scott Storch i Polow da Don. [[[62] ] Després del seu llançament, la Sra. Kelly va debutar al número sis del Billboard 200 i al número dos a la llista d'àlbums R&B/Hip-Hop, amb vendes la primera setmana de 86.000 còpies. [[[63] Fora dels Estats Units, l'àlbum no va poder repetir l'èxit de Simply Deep, amb prou feines arribant als quaranta primers de la majoria de les llistes on va aparèixer, excepte al Regne Unit, on va obrir al número 37. [[[64]
La Sra. Kelly va incloure l'èxit dels cinc millors del Regne Unit "Like This", amb Eve, així com l'èxit internacional "Work". El juliol de 2007, Rowland va llançar el seu primer DVD titulat BET Presents Kelly Rowland, que celebra el llançament de Ms. Kelly i inclou una entrevista amb Rowland sobre la producció de l'àlbum, imatges del seu temps amb Destiny's Child, actuacions en directe i vídeos musicals. [[[65] [66] Després de les tèbies vendes de l'àlbum, es va tornar a llançar com a reproducció ampliada (EP) titulada Ms. Kelly: Diva Deluxe, el 25 de març de 2008. La versió inèdita de Bobby Womack "Daylight", una col·laboració amb Travie McCoy, va servir, com a single principal de l'EP i va tenir un èxit moderat al Regne Unit. [[[64]
El 2007, Rowland, juntament amb estrelles com Jessica Simpson i el repartiment de Grey's Anatomy, van autografiar pinzells rosats Goody Ouchless que es van posar a subhasta a eBay, i tots els ingressos es van destinar a Breast Cancer Awareness. [[[67] A més, la cantant es va unir amb Kanye West, Nelly Furtado i Snoop Dogg per dissenyar unes sabatilles d'esport Nike per a una altra subhasta d'eBay. Tots els beneficis es van destinar a la conscienciació sobre la sida. [[[68] L'octubre de 2007, Rowland va fer una audició per al paper de Louise, l'assistent de Carrie Bradshaw, a l'adaptació cinematogràfica de 2008 de la sèrie de comèdia de HBO Sex and the City. El paper finalment va ser per a Jennifer Hudson. [[[69] Dos mesos més tard, Rowland va aparèixer com a mestre de cor a la primera temporada del programa de talents de la NBC "Clash of the Choirs" entre altres músics com Michael Bolton, Patti LaBelle, Nick Lachey i Blake Shelton. El cor de Rowland va acabar cinquè a la competició, [[[70] i "Clash of the Choirs" no va tornar per una segona temporada.

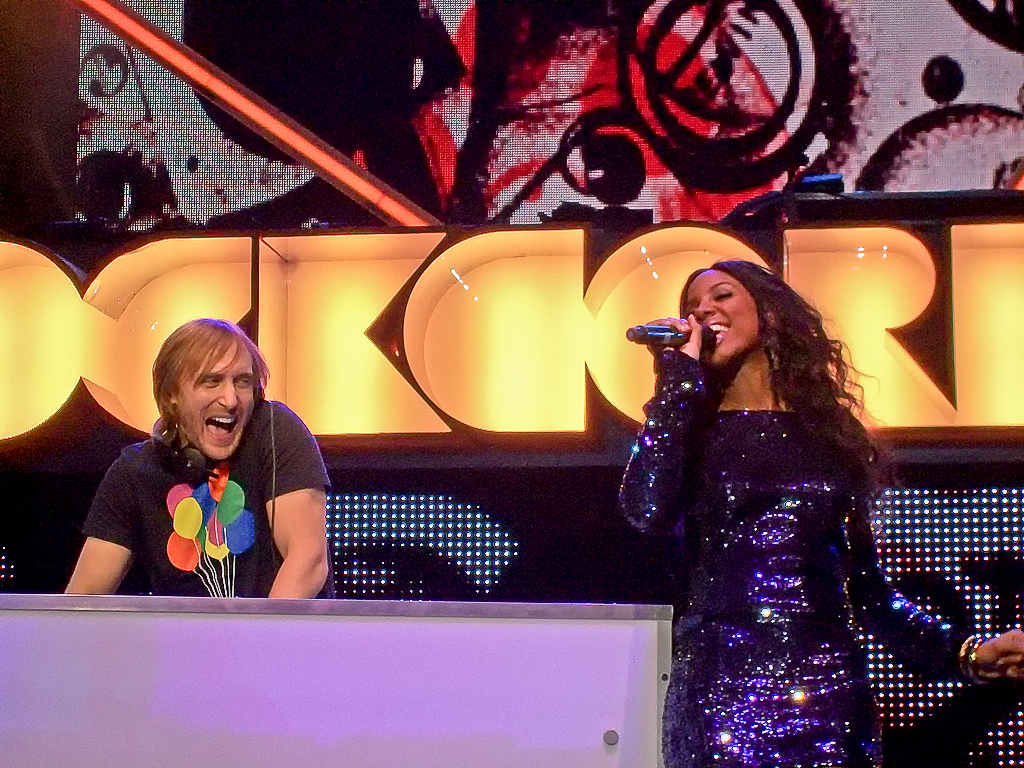
David Guetta i Rowland actuant a l'Orange Rockcorps de Londres el 2009.

El 2008, Rowland es va convertir oficialment en ambaixadora de la Fundació Staying Alive de MTV, que té com a objectiu reduir l'estigma contra les persones que viuen amb el VIH i la sida. [[[71] Va visitar projectes a Tanzània i Kenya per promoure la caritat i es va sotmetre a una prova del VIH a Àfrica per conscienciar sobre la malaltia. [[[72] L'any 2009, Rowland es va connectar amb Serve.MTV.com, la plataforma de MTV per connectar els joves amb oportunitats de voluntariat local, per a una sèrie de PSA en directe. Des de lluitar contra el sensellarisme fins a embellir els barris empobrits fins a salvar les balenes, a Rowland es van unir persones com Cameron Diaz, Will.i.am i Sean Kingston mentre discutien les causes que volen donar suport i instar els joves a unir-se amb els seus amics per fer treballs cívics i donar servei a una part del seu estil de vida. [[[73] Aquest mateix any, va encapçalar una campanya de medul·la òssia, [[[74] i es va unir als companys cantants Alesha Dixon i Pixie Lott per crear samarretes per a River Island en ajuda del Prince's Trust, beneficis dels quals ajuden a canviar la vida dels joves. [[[[75]

El gener de 2009, Rowland va posar fi a la seva relació professional amb el pare de Beyoncé, Mathew Knowles, que havia gestionat la seva carrera des que era membre de Destiny's Child. Knowles va subratllar que no hi havia animadversió implicada en la decisió i va reconèixer que Rowland sempre formarà part de la família Knowles. [[[76] Aleshores, dos mesos més tard, Rowland va anunciar que va deixar Columbia Records, i va afegir que 
| « | "sentia la necessitat d'explorar noves direccions, nous reptes i noves llibertats fora de la meva zona de confort". | » |

 [[[77] En una entrevista a Entertainment Weekly, Rowland va declarar que el segell va acabar el seu contracte perquè Kelly no va tenir èxit comercial. [[[78] Més tard va signar amb Universal Motown Records. [[[79]
L'abril de 2009, Rowland va aparèixer al senzill de David Guetta "When Love Takes Over", que va ocupar el primer lloc de moltes llistes d'Europa, venent més de 5,5 milions de còpies a tot el món, [[[80][81][82] i va rebre una nominació als premis Grammy per Millor gravació de ball. [[[83][84] Billboard va coronar la cançó com la col·laboració dance-pop número u de tots els temps. [[a[85] Al maig de 2009, Rowland va ser l'acollidora de la primera temporada de la sèrie de competició de realitat de "Bravo The Fashion Show" al costat d'Isaac Mizrahi, [[[86] però va ser substituïta per la model de moda Iman a la segona temporada. [[[87]

## 2010–2012: Aquí estic i The X Factor UK
El 2010, Kelly Rowland va llançar I Heart My Girlfriends, una organització benèfica que se centra en l'autoestima, la prevenció de la violència en les cites, el servei comunitari, l'abstinència, els esports, l'evitació de drogues/alcohol/tabaquisme, l'obesitat, les discapacitats i l'educació. [[[88] L'abril de 2010, Rowland va fer una gira per Austràlia juntament amb Akon, Pitbull, Sean Paul, Jay Sean i Eve per al festival urbà australià Supafest. [[[89] Més tard aquell mes, la seva cançó "Everywhere You Go", amb un supergrup d'estrelles d'artistes internacionals anomenat "Rhythm of Africa United", va ser llançada com a tema principal de MTN per a la Copa del Món de Futbol de 2010 a Sud-àfrica. [[[90] L'octubre de 2010, l'"American Society of Composers, Authors and Publishers" (ASCAP) va homenatjar Rowland en la segona edició anual de l'ASCAP "Presents Women Behind the Music", un esdeveniment que reconeix les dones en totes les àrees de la indústria musical. [[[91] El primer àlbum recopilatori de Rowland, Work: The Best of Kelly Rowland, va ser llançat el 25 d'octubre de 2010, però no va tenir impacte en les llistes. [[[92]
Al gener de 2011, Rowland es va reunir amb Nelly a "Gone", una seqüela de la seva exitosa col·laboració de 2002 "Dilemma". [[[93] En el seu llançament, la cançó no va poder repetir l'èxit de "Dilemma". L'abril de 2011, Rowland va aparèixer al senzill "What a Feeling" del DJ italià Alex Gaudino, que es va convertir en un altre èxit del top ten del Regne Unit. Durant aquest temps, el xicot de Rowland (i futur marit), Tim Weatherspoon, es va convertir en el seu gerent. [[[94] Inicialment previst per al seu llançament el 2010, el tercer àlbum d'estudi de Rowland Here I Am es va publicar el 26 de juliol de 2011 als Estats Units. L'àlbum va vendre 77.000 còpies en la seva primera setmana [[[95] i va debutar al capdavant de la llista d'àlbums R&B/Hip-Hop. [[[96][97] Here I Am va produir el single principal d'èxit "Commander", que va assolir el punt més alt entre els deu primers de moltes llistes d'Europa, i el single del top ten del Regne Unit "Down for Whatever". També va incloure un altre senzill d'èxit "Motivation", amb Lil Wayne, que va encapçalar la llista de cançons de R&B/Hip-Hop durant set setmanes consecutives i va ser certificat doble platí per la "Recording Industry Association of America".
(RIAA). [[[43][98][99] "Motivation" va guanyar Cançó de l'any als "Soul Train Music Awards" 2011 [[[100] i Top R&B Song als Billboard Music Awards 2012, [[[101] i va rebre una nominació al premi Grammy a la Millor Col·laboració Rap/Sung. [[[102] Rowland era el rostre de la fragància femenina de Diddy Empress, la contrapart femenina de la seva fragància masculina I Am King. [[[103] També va ser l'ambaixadora mundial de la companyia de rellotges TW Steel. [[[104] El segon àlbum recopilatori de Rowland, Playlist: the Very Best of Kelly Rowland, va ser llançat el 18 d'octubre de 2011, però no va impactar a les llistes. També va llançar el seu primer DVD de fitness titulat Sexy Abs amb Kelly Rowland. [[[105] Més tard aquell any, es va confirmar que Rowland substituiria a Dannii Minogue com a jutge de la vuitena sèrie de The X Factor UK al costat de Louis Walsh, Gary Barlow (que va substituir Simon Cowell) i Tulisa Contostavlos (que va substituir Cheryl Cole). [[[106] ] L'equip de finalistes de Rowland a la categoria "Noies", inclosa Amelia Lily, va acabar en tercer lloc en una sèrie. Rowland també es revelaria més tard com el jutge que va formar el grup de noies Little Mix. [[[107] A causa d'un calendari conflictiu, Rowland no va tornar per a la novena sèrie el 2012 i va ser substituïda per l'antiga jutge de The X Factor USA, Nicole Scherzinger. [[[108] Durant l'esdeveniment "Black Women in Music" celebrat el 8 de febrer de 2012, la revista Essence va homenatjar Rowland i l'executiva musical Sylvia Rhone per les seves contribucions a la música. [[[109] L'abril de 2012, Rowland va fer una gira per Austràlia al costat de Ludacris, Chris Brown, Trey Songz, T-Pain, Ice Cube, Lupe Fiasco i Big Sean per al festival urbà Supafest.[110] Aquest mateix mes, va tornar a la gran pantalla interpretant el paper secundari de Brenda a la comèdia romàntica Think Like a Man. [[[111] La pel·lícula, que també va protagonitzar Michael Ealy, Jerry Ferrara, Meagan Good, Regina Hall i Kevin Hart, va encapçalar la taquilla dels Estats Units i va recaptar 91,5 milions de dòlars. [[[112] Rowland va gravar "Need a Reason" amb Future i Bei Maejor per a la banda sonora Think Like a Man. [[[113]
El juny de 2012, Rowland es va convertir en la cara de la popular marca de rom Bacardí. Rowland i l'equip de producció alemany Project B van reelaborar la cançó de Bacardi, "Bacardi Feeling (Summer Dreamin')", i van llançar un vídeo musical que l'acompanya per ajudar a promocionar la marca. [[[114][115] L'agost de 2012, Rowland es va convertir en una mestra de dansa a la primera temporada del programa de talents australià "Everybody Dance Now" al costat de Jason Derulo. [[[116] El programa va ser cancel·lat després del quart episodi a causa de les baixes qualificacions. [[[117]

## 2013–2014: Talk a Good Game
Al gener de 2013, Destiny's Child va llançar un àlbum recopilatori titulat Love Songs, una col·lecció de cançons de temàtica romàntica dels seus àlbums anteriors, així com la cançó recentment gravada "Nuclear". [[[118] El 3 de febrer de 2013, durant l'actuació de Beyoncé a l'espectacle de mig temps del Super Bowl XLVII, celebrat al Mercedes-Benz Superdome de Nova Orleans, Rowland i Michelle Williams es van unir a ella a l'escenari per interpretar "Bootylicious", "Independent Women" i "Single Ladies". (Posa-hi un anell)". [[[119] El 24 de febrer de 2013, Rowland va ser co-amfitriona del pre-espectacle dels Premis de l'Acadèmia per als 85è Premis de l'Acadèmia al costat de Kristin Chenoweth, Lara Spencer, Robin Roberts i Jess Cagle. El maig de 2013, es va anunciar que Rowland substituiria L.A. Reid com a jutge de The X Factor USA per a la seva tercera i última temporada, unint-se a Simon Cowell, Demi Lovato i la nova jutge Paulina Rubio (que estava substituint Britney Spears). Els finalistes de Rowland dels "Més de 25", inclòs Jeff Gutt, van acabar com a subcampió en aquesta darrera temporada. A The X Factor USA, Rowland va tenir més èxit i popularitat com a jutge que The X Factor UK. Més tard aquell mes, Rowland va actuar com a protagonista de suport al RiverFest 2013 a Little Rock, Arkansas. Rowland es va embarcar en el Lights Out Tour, una gira co-cap de cartell amb The-Dream, per promocionar el seu quart àlbum d'estudi Talk a Good Game. [[[[120] Antigament titulat Year of the Woman, [[[121] l'àlbum va ser llançat el 18 de juny de 2013 als Estats Units. És el primer llançament de Rowland amb Republic Records després de la decisió d'Universal Music Group de tancar Universal Motown i Universal Republic i reviure Motown Records i Republic Records. Talk a Good Game va vendre 68.000 còpies en la seva primera setmana i va debutar al número quatre del Billboard 200, convertint-se en el tercer àlbum entre els deu millors de Rowland als Estats Units. [[[122] El senzill principal de l'àlbum "Kisses Down Low" va tenir un èxit moderat a la llista de cançons de R&B/Hip-Hop dels EUA i va ser certificat or per la RIAA per superar les 500.000 còpies venudes. El segon i últim senzill va ser "Dirty Laundry". Al desembre de 2013, Rowland va aparèixer al vídeo musical "Grown Woman" de Beyoncé i al costat de Williams al vídeo musical "Superpower" de Beyoncé i va oferir cors a la mateixa pista, extreta del seu cinquè àlbum d'estudi homònim. [123]
Al febrer de 2014, Rowland va aparèixer al senzill de Joe "Love & Sex Part 2". [[[124] El març de 2014, va ser nomenada portaveu de l'empresa de cosmètics Caress. [[[125] Durant una entrevista a "HuffPost Live" el 26 de març de 2014, Rowland va revelar que havia començat a gravar el seu cinquè àlbum d'estudi i va dir que la nova música, que inclou trompes, tambors i flautes, estava influenciada per cantants icòniques, inclosa Diana Ross. [[[126] ] Rowland també va anunciar a l'entrevista que va deixar Republic Records, i va afegir que "només necessitava un nou començament". [[[126] El juny de 2014, Rowland i Beyoncé van aparèixer al senzill "Say Yes" de Williams. [[[127] El mateix mes, la seva cançó "The Game" i el seu vídeo musical van aparèixer a l'àlbum visual de Pepsi per a la Copa del Món de Futbol de 2014, titulat Beats of the Beautiful Game. [[[128] El 19 de juliol de 2014, Rowland va aparèixer a la cançó "Honey" d'Adrian Marcel del seu mixtape "Weak After Next" [[[129] i a la cançó de Beau Vallis "Love Stand Still". [[[130] Rowland també va contribuir amb la veu de fons a la cançó "You're My Star", el primer senzill llançat de l'àlbum Stronger de Tank del 2014.
```
[131][132]
```

## 2015–2020: The Voice Australia
L'agost de 2015, va aparèixer al senzill de Jacob Whitesides "I Know What You Did Last Summer". [[[133] Rowland va formar part del repartiment recurrent de la segona temporada de la sèrie de televisió Empire. Va interpretar a Leah Walker, la mare de Lucious Lyon, en flashbacks i va protagonitzar cinc episodis. Va gravar una cançó per al programa anomenada "Mona Lisa" que es va incloure a l'EP Empire: Music from "Be True", publicat el 21 d'octubre de 2015. [[[134] El 26 d'octubre de 2015, Rowland va llançar una nova cançó titulada "Dumb" que va rumorejar que apareixerà al seu proper cinquè àlbum. El nou disc de Rowland encara no tenia data de llançament.
Rowland, juntament amb Missy Elliott, Kelly Clarkson, Zendaya, Janelle Monáe, Lea Michele i Chloe x Halle van ser presentades en un senzill benèfic creat per la primera dama dels Estats Units Michelle Obama. "This Is For My Girls" va ser escrita per Diane Warren i va ser llançada el 15 de març de 2016. La cançó va ser creada per recaptar fons i conscienciar sobre la iniciativa d'"Obama Let Girls Learn", destinada a augmentar les taxes d'educació de les adolescents de tot el món que tenen negat el dret a l'educació. [[[135] El disc exclusiu d'iTunes es va utilitzar tant per coincidir amb el discurs SXSW texan d'Obama com per promoure la iniciativa "Let Girls Learn". [[[135]. El mes següent, Rowland va acollir la sèrie de documentals Chasing Destiny de BET, on ella i el coreògraf i director Frank Gatson Jr. van buscar les properes superestrelles per a un grup totalment femení. [[[136][137][138] Finalment van formar el grup de noies June's Diary. [[[139]
El 24 de desembre de 2016, es va anunciar que Rowland substituiria a Ronan Keating com a entrenadora a la sisena temporada de The Voice Australia, que es va emetre a principis de 2017. Rowland va interpretar el paper de Margot Scotts a la pel·lícula de televisió Love By the 10th Date, que es va estrenar a Lifetime el 28 de gener de 2017. [[[140] L'11 d'abril de 2017, Kelly va publicar el seu primer llibre anomenat Whoa, Baby!: A Guide for New Moms Who Feel Overwhelmed and Freaked Out (i Wonder What the #*$& Just Happened). [[[141] El 8 d'agost de 2017, es va anunciar que Rowland s'unia a la nova jutge Jennifer Hudson a la tretzena temporada de The Voice US, que va ser l'entrenador guanyador de The Voice UK de la temporada passada. Hudson va donar suport a Rowland, un entrenador de la versió australiana, com el seu assessor. [[[142] A l'abril de 2018, Rowland es va reunir amb Beyoncé Knowles i Michelle Williams durant el set de cartells de Knowles al Festival de Música i Arts de la Vall de Coachella. [[[143] A la setena temporada de The Voice Australia, es va convertir en l'entrenadora guanyadora amb dos dels seus actes Sam Perry i Bella Paige es van convertir en els dos primers, amb Sam Perry com a guanyador i Bella Paige com a subcampiona. [[[144]
El setembre de 2018, BET va anunciar que Rowland interpretaria a Gladys Knight a la sèrie American Soul.[145] Va llançar un nou senzill, "Kelly" el 22 de novembre de 2018. [[[146] El febrer de 2019, American Soul es va estrenar amb crítiques positives. [[[147] El 6 de febrer, Rowland va llançar un segon senzill anomenat "Crown" amb el vídeo musical en col·laboració amb Dove per a la campanya #MyHairMyCrown. [[[148] El maig de 2019, va aparèixer a la cançó de Ciara "Girl Gang" de l'àlbum Beauty Marks. El 18 de maig, Rowland va publicar un EP titulat The Kelly Rowland Edition a les plataformes de streaming. [[[149] També va continuar el seu treball a The Voice Australia, va protagonitzar la sèrie de televisió L.A.'s Finest, la sèrie HBO de Robin Thede A Black Lady Sketch Show i la pel·lícula de Nadal, Merry Liddle Christmas, produïda per Rowland i el seu marit per Lifetime el desembre de 2019. [[[150] Com a part de la pel·lícula de Nadal, Rowland va llançar una cançó, "Love You More at Christmas Time" a través del seu propi segell discogràfic, KTR Records. [[[151][152] El 17 d'abril de 2020, Rowland va llançar un senzill titulat "Coffee" a través de KTR Records. [[[153] El 6 de maig de 2020, va anunciar el seu acord de gestió amb Roc Nation. [[[154] Aquest anunci va significar que el marit de Rowland ja no la gestionaria. [[[155] A la novena temporada de The Voice Australia, es va convertir en l'entrenadora guanyadora per segona vegada amb el seu acte Chris Sebastian com a guanyador.

## 2020-present: pròxim cinquè àlbum d'estudi i altres treballs
Rowland va fer un cameo a la pel·lícula de Disney+ de Beyoncé, Black Is King, que es va estrenar a nivell mundial el 31 de juliol de 2020. [[[156] Va aparèixer a la pel·lícula Bad Hair, estrenada a Hulu, l'octubre de 2020. [[[157] Rowland va gravar tres cançons per a la banda sonora de la pel·lícula. [[[158] Aquest mateix mes, va llançar el seu segon senzill de l'any titulat "Crazy" a KTR Records, juntament amb un vídeo oficial amb lletra. [[[159] Com a part de la campanya "Songs of the Season" de la NFL, Rowland va llançar un altre senzill anomenat "Hitman" el novembre de 2020. Un vídeo musical que l'acompanya es va estrenar a YouTube. [[[160] Rowland va continuar actuant, protagonitzant Merry Liddle Christmas Wedding, la primera seqüela de vacances de Lifetime de Merry Liddle Christmas, que es va emetre a finals de mes. [[[161] Rowland va gravar una versió de "We Need a Little Christmas" per ajudar a promocionar la pel·lícula, que va produir amb el seu marit. [[[162]
Per commemorar el seu quarantè aniversari, Rowland va llançar la cançó "Black Magic" el 12 de febrer de 2021. [[[163] Els seus fills, Titan i Noah, apareixen a la imatge de suport. [[[164] El 19 de febrer de 2021, l'EP de Rowland, K, es va estrenar a les plataformes de streaming, juntament amb el vídeo musical de la seva cançó d'obertura, "Flowers". [[[165] El novembre de 2021, Rowland va llançar una versió de "Wonderful Time" per donar suport a la seva tercera pel·lícula de vacances, Merry Liddle Christmas Baby, que es va emetre aquell mes a Lifetime. [[[166] El novembre de 2022, Rowland va protagonitzar al costat de Marsai Martin i Omari Hardwick la pel·lícula Paramount+ Fantasy Football. [[[167]

## Vida personal
El 16 de desembre de 2013, Rowland va anunciar el seu compromís amb Tim Weatherspoon, durant una aparició al The Queen Latifah Show. [[[168] Es van casar a Costa Rica el 9 de maig de 2014. [[[169] El 10 de juny de 2014, Rowland va anunciar a través d'Instagram que ella i Weatherspoon estaven esperant el seu primer fill. El 4 de novembre de 2014, Rowland va donar a llum un fill. [[[170] El 20 de juny de 2020, Rowland va revelar que s'havia reconciliat amb el seu pare separat, Christopher Lovett. [[[171] El 7 d'octubre de 2020, Rowland va anunciar que ella i Weatherspoon estaven esperant un altre fill al número de novembre de Women's Health. [[[172] El 21 de gener de 2021, Rowland va donar a llum el seu segon fill. [[[173]

## Artística
Estil personal

La veu de Rowland es classifica com una mezzosoprano lírica de tres octaves, [[[175] i la seva música inclou diversos estils de gèneres musicals com el R&B contemporani, [[[176] pop, [[[177] hip hop, [[[178] soul, [[[179] rock, [[[176] i dansa. [[[177] El seu àlbum de debut en solitari Simply Deep (2002) va seguir un so de rock alternatiu per a adults, mentre que el seu segon àlbum Ms. Kelly (2007) va incloure un so R&B/Hip-Hop. [[[176][180] En una entrevista a The Independent, Rowland va admetre que amb els seus dos primers àlbums, va lluitar per trobar el seu so. 
| « | "Estava en una etapa amb els dos primers discos en què estava buscant, i vaig dir, deixeu-me provar un enfocament de rock-dance, el segell [i la direcció] volien que ho proves, i ho vaig fer...I després d'això va venir un enfocament més urbà amb Ms. Kelly el 2007." | » |

 [180] El seu tercer àlbum Here I Am (2011) consistia en un so pop i R&B, amb subtils influències de la dansa. [[[177] Rowland va declarar que la trobada amb David Guetta l'havia influït per gravar música de ball. [[[174] Durant la producció de l'àlbum, Rowland va declarar que part del motiu del nou so a Here I Am, volia fer alguna cosa diferent, dient: 
| « | "Sabia que no podia tenir por d'aquesta direcció i no ho deixaria. els pensaments i les opinions dels altres em fan por d'anar en aquesta direcció». | » |

[180]
La majoria dels temes lírics de Simply Deep (2002) parlen d'amor i experiències vitals, [[[181] particularment a les cançons "Dilemma", en què Rowland expressa el seu amor interminable al seu interès amorós, [[[182] i "Stole", a que canta sobre un emotiu "conte de tiroteigs escolars i suïcidis". [[[183] A Ms. Kelly (2007), Rowland tracta temes com els seus "problemes de relació profundament personals" a les seves cançons, "Still in Love with My Ex", "Flashback", "Love", "Better Without You" i "Gotsta Go". (Part I)".
```
[[[184] Alex Macpherson de The Guardian va assenyalar que les cançons podrien tractar sobre l'antiga relació de Rowland amb el jugador de futbol americà Roy Williams. [[[185] 
Here I Am
 (2011) va incloure temes comuns de la feminitat, la intimitat sexual i l'amor. [[[186] Algunes de les altres cançons de Rowland com "
Work", "I'm Dat Chick
" i "
Work It Man
" s'han comparat musicalment amb el treball de l'antiga companya de banda de Destiny's Child, Beyoncé. [179][187][188]
```

## Influències
Rowland ha citat Whitney Houston i Janet Jackson com les seves principals influències musicals. [[[189] Va afirmar que Houston "va ser la dona que em va inspirar per cantar". [[[190] Rowland també s'inspira en Sade Adu i diu que "ella té un estil totalment propi". [[[191] Altres inspiracions inclouen: Martin Luther King Jr..; [[[191] Mariah Carey; [[[192] Mary J. Blige; [[[[193] Naomi Campbell; [[[194] i Oprah Winfrey, a qui ella descriu com "la versió femenina de Déu". [[[191] Rowland ha parlat de com viure a Miami ha influït en el seu estil, creixement i música. [[[191] Des del punt de vista de la moda, Rowland atribueix a Halle Berry, Jennifer Lopez, Beyoncé, Oprah i la seva àvia com les seves icones d'estil. [[[195] Rowland va citar Whitney Houston, Beyoncé i Brandy com a inspiracions vocals per al seu segon àlbum en solitari, Ms. Kelly, "M'encanta com són diferents. M'encanta com es porten al següent nivell".[196] El seu tercer àlbum en solitari Here I Am es va inspirar per Donna Summer i Diana Ross, així com per la productora de dansa will.i.am. [[[197] El quart àlbum en solitari de Rowland, Talk a Good Game, també es va inspirar en Houston, Marvin Gaye i Stevie Wonder.[198]

## Imatge pública
Rowland va declarar que hi va haver un moment a la seva vida en què va lluitar amb ser de pell fosca. [[[199] L'octubre de 2007, Rowland es va sotmetre a una cirurgia plàstica per rebre implants mamaris. Ella va declarar: "Simplement vaig passar d'una copa A a una copa B" [[[200] i que "la decisió va ser durant 10 anys". [[[201] El 2012, Rowland va ocupar el lloc 61 de la llista de "Les 100 cantants femenines més calentes de tots els temps" de la revista Complex [[[202] i va ser reconeguda com una de les dones més ben vestides per Glamour UK. [[[203] L'abril de 2013, Rowland va ocupar el setè lloc a la llista de les persones més belles del món. [[[204]

## Altres empreses
Carrera cinematogràfica i televisiva
Rowland va començar a actuar com a convidat a la comèdia The Hughleys el 2002, abans d'aparèixer en altres programes d'UPN com Eve i Girlfriends els anys 2003 i 2006 respectivament. [[[60] Després d'haver interpretat el paper de Tammy Hamilton, una ambiciosa aprenenta de 21 anys de l'agent immobiliari Toni (Jill Marie Jones) a l'última comedia de situació, Rowland inicialment esperava que el seu període de tres episodis s'ampliés a un paper recurrent més gran, però com el programa va ser es va traslladar a la xarxa The CW l'any següent, els plans per a un retorn finalment no van arribar enlloc. [[[60] A més, el 2003, va aparèixer a American Dreams com a Martha Reeves de Martha & The Vandellas, cantant una versió del senzill del grup "Nowhere to Run". [[[49]
L'any 2002, Rowland va ser seleccionada per al seu debut a la pantalla gran a la pel·lícula slasher Freddy vs. Jason, una pel·lícula crossover dirigida per Ronny Yu. Elegida com una de les protagonistes femenines, va retratar Kia Waterson, la franca millor amiga del personatge principal Lori Campbell, interpretada per Monica Keena. [[[206] Publicat amb crítiques generalment mixtes de la crítica, Freddy vs. Jason va encapçalar la taquilla dels Estats Units, guanyant 36,4 milions de dòlars el seu primer cap de setmana. [[[207] Amb un pressupost de 25 milions de dòlars, Freddy vs. Jason es va estrenar als cinemes el 15 d'agost de 2003 i es va convertir en un èxit financer, donant lloc a un total de taquilla mundial de 114,3 milions de dòlars. [[[207]
L'any següent, Rowland va tornar a la gran pantalla, aquesta vegada per a un paper principal a la comèdia romàntica The Seat Filler, protagonitzada al costat de Duane Martin i Shemar Moore. Produïda per Will Smith i Jada Pinkett Smith, la pel·lícula va arribar als cinemes l'estiu de 2005 i va debutar al número divuit dels vint primers llocs de taquilla. [[208] Finalment, va obtenir un total de vendes nacionals brutes d'entrades de 10,2 milions de dòlars. A la pel·lícula, per a la qual va gravar dues cançons, Rowland va interpretar a una estrella del pop que s'enamora d'un assistent d'un espectacle de premis en la qual es confon amb un advocat d'entreteniment d'alt perfil. [[[209] Llançat només per a un nombre limitat de festivals, The Seat Filler va passar directament a DVD el 2006. [[[60]
L'octubre de 2007, Rowland va fer una audició per al paper de Louise, l'assistent de Carrie Bradshaw, a l'adaptació cinematogràfica de 2008 de la sèrie de comèdia de HBO Sex and the City. El paper finalment va ser per a Jennifer Hudson. [[[69] A la tardor de 2007, Rowland va aparèixer com a mestre de cor al reality show de la NBC Clash of the Choirs. Rowland es trobava entre superestrelles com Michael Bolton, Patti LaBelle, Nick Lachey i Blake Shelton. El cor de Rowland va acabar cinquè a la competició. [[[210] El 2009, va ser seleccionada per presentar la sèrie de competició de realitat de Bravo The Fashion Show al costat d'Isaac Mizrahi. La sèrie es va estrenar el 7 de maig de 2009. [[[211]
El 30 de maig de 2011, Rowland va ser confirmat com a jutge de la vuitena sèrie del programa de televisió britànic The X Factor en substitució de Dannii Minogue.[106][212][213] A més del seu període de jutjat, Rowland també va tenir un paper secundari a la pel·lícula Think Like a Man (2012), que també va protagonitzar Keri Hilson, Chris Brown i Gabrielle Union.[214] El 30 d'abril de 2012, es va anunciar oficialment que Rowland havia marxat de The X Factor UK, a causa d'un horari conflictiu. Va ser substituïda per l'antiga jutge de The X Factor USA, Nicole Scherzinger.[215] Rowland va ser guardonada com a Personalitat de televisió definitiva als Premis Cosmopolitan Ultimate Women of the Year 2011,[216] i Personalitat de TV de l'any als Premis Glamour Women of the Years 2012, pel seu paper al programa.[217] L'agost de 2012, Rowland es va convertir en mestre de dansa al costat de Jason Derülo, per a la primera temporada del programa de talents de dansa australià Everybody Dance Now.[218] No obstant això, el 21 d'agost de 2012, l'espectacle va ser cancel·lat a causa de les baixes qualificacions.[117]

## Filantropia
Rowland i la família Knowles van fundar la Survivor Foundation, una entitat benèfica creada per proporcionar habitatges de transició a les víctimes de l'huracà Katrina de 2005 i als evacuats de la tempesta a la zona de Houston, Texas. La Survivor Foundation va ampliar la missió filantròpica del Knowles-Rowland Center for Youth, una instal·lació de divulgació comunitària polivalent al centre de Houston.[219] A més, l'any 2005, Rowland i Knowles van prestar la seva veu a una col·laboració amb Kitten K. Sera, titulada "All That I'm Lookin for". La cançó va aparèixer a l'àlbum de The Katrina CD, els beneficis del qual van ser a l'organització Recording Artists for Hope.[220]